# Productos químicos básicos

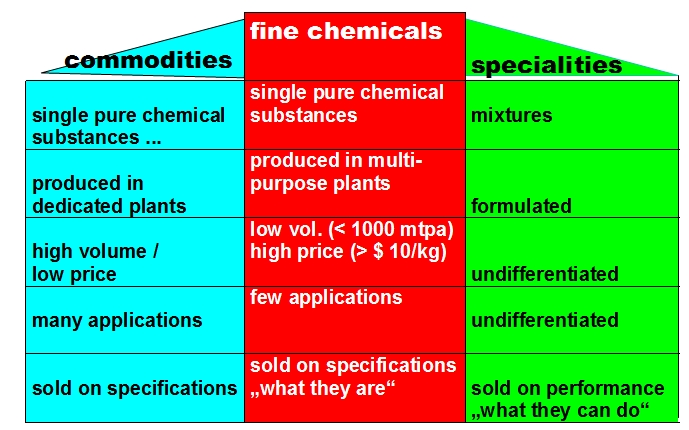
Definición de productos químicos finos (en oposición a productos básicos y especialidades)

Los productos químicos básicos (o productos a granel o productos químicos a granel) son un grupo de productos químicos que se fabrican a gran escala para satisfacer los mercados globales. Los precios promedio de los productos químicos básicos se publican regularmente en las revistas de comercio de productos químicos y sitios web como Chemical Week e ICIS. Ha habido varios estudios sobre la escala y la complejidad de este mercado, por ejemplo, en los Estados Unidos.
Los productos químicos básicos es un subsector de la industria química (otros subsectores son productos químicos finos, productos químicos especializados, productos químicos inorgánicos, productos petroquímicos, productos farmacéuticos, energía renovable (por ejemplo, biocombustibles) y materiales (por ejemplo, biopolímeros)) Los productos químicos en productos básicos se diferencian principalmente de su fabricación. 

## Tipos
Los compuestos químicos a menudo se clasifican en dos clases, inorgánicos y orgánicos.

### Químicos inorgánicos
- sulfato de aluminio
- amoniaco
- nitrato de amonio
- sulfato de amonio
- negro de carbón
- cloro
- fosfato de diamonio
- fosfato monoamónico
- ácido clorhídrico
- fluoruro de hidrógeno
- peróxido de hidrógeno
- Ácido nítrico
- oxígeno
- ácido fosfórico
- carbonato de sodio
- clorato de sodio
- hidróxido de sodio
- silicato de sodio
- ácido sulfúrico
- dióxido de titanio

### Químicos orgánicos
Los productos químicos orgánicos comercializados comúnmente incluyen:
- ácido acético
- acetona
- Ácido acrílico
- acrilonitrilo
- ácido adipico
- benceno
- butadieno
- butanol
- caprolactama
- cumeno
- ciclohexano
- ftalato de dioctilo
- etanol
- etileno
- óxido de etileno
- etilenglicol
- formaldehído
- metanol
- octanol
- fenol
- anhídrido ftálico
- polipropileno
- poliestireno
- cloruro de polivinilo
- propileno
- polipropilenglicol
- óxido de propileno
- estireno
- ácido tereftálico
- tolueno
- diisocianato de tolueno
- urea
- cloruro de vinilo
- xileno
- Ésteres de acrilato
- Biodiésel
- Butanediol
- Acetato de butilo
- Tereftalato de dimetilo
- Epiclorhidrina
- Resina epoxica
- ETBE
- Etanolamina
- Acetato de etilo
- Etilenodiamina
- Dicloruro de etileno (EDC)
- Etileno acetato de vinilo
- Etilbenceno
- Poliestireno expandible
- Ácidos grasos
- Alcohol graso
- Glicerina
- Éter de glicol
- Hexano
- Isocianato
- Anhídrido maleico
- Melamina
- Metil isobutil cetona (MIBK)
- Metiletilcetona (MEK)
- Metacrilato de metilo
- Monoetilenglicol
- Monopropilenglicol
- Nafta
- Nylon 6 y 6/6,
- Oxo alcohol
- Percloroetileno
- Policarbonato
- Polietileno
- Tereftalato de polietileno (PET)
- Metacrilato de polimetilo (PMMA)
- Polioles
- tereftalato de polietileno (PET)
- Sorbitol
- Acetato de vinilo

## Sectores
Los productos químicos básicos se producen para satisfacer necesidades industriales diversas pero generalmente bien definidas.  Algunos sectores importantes y sus componentes son: 
- Plásticos, fibras sintéticas, caucho sintético.
- Tintes, pigmentos, pinturas, recubrimientos.
- fertilizantes, productos químicos agrícolas, pesticidas
- cosméticos, jabones, agente de limpieza, detergentes
- productos farmacéuticos
- minería